# Cryptadapis
Cryptadapis — рід адапіформних приматів, що жили в Європі в пізньому еоцені.